# 王寵惠
王寵惠（1881年12月1日—1958年3月15日），字亮疇，男，廣東東莞虎門太平鎭官涌鄕人，生於香港。中华民国政治家、外交家、法学家。曾擔任中華民國外交總長、中華民國司法總長、中華民國北洋政府國務總理、國民政府行政院代理院長、中華民國第1任司法院院長、中央研究院第一屆院士等政府要職。

## 生平

### 早年

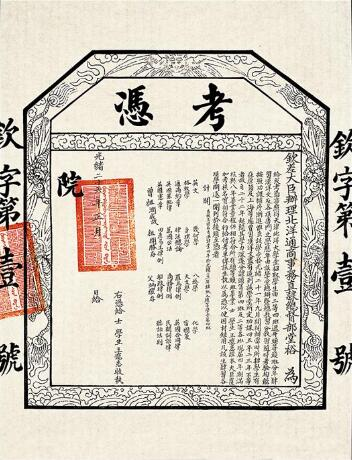
北洋大学颁发予王宠惠的钦字第一号考凭

1881年12月1日（光緒7年10月10日），王宠惠出生於一个新教家庭。祖父王元深與父親王煜初皆為禮賢會傳道人，二人後受香港信義宗巴陵會差派，在香港倫敦會道濟會堂擔任牧師。王寵惠自幼学习英文，是香港聖保羅書院校友。香港大學首位華人教授、病理學家王寵益（1888-1930）是其幼弟。1895年（光緒21年），14岁时入北洋大学堂二等學堂（今天津大学前身）法科预科。1900年（光緒26年）以第一名的成績畢業，获钦字第一号考凭，为中国第一个获得国内大学（或专科、大学预科）文凭者。此后他任上海的南洋公学教官。
1901年，他留学日本学习法律、政治。在日本，他发起成立國民會，并任《国民報》英文记者，后来他还與馮斯欒、鄭貫一、馮自由等發起組織廣東獨立協會。1902年他留学美國，1905年於耶鲁大学获民法學博士，留学美國期間，曾為美國律師公會學報編輯。此后他到欧洲研习法学，於英國倫敦中殿律師學院獲英格蘭及威爾斯高等法院大律師資格，成为德国柏林比较法学会会员。
1904年（光緒30年），他同訪問美国纽约的孫文会面，他协助孫文撰写了《中国问题的真解决》（The True Solution of Chinese Question）英文稿并发表。翌年，中国同盟会成立，王宠惠加入。1907年，他翻譯的（1896年版）德國民法在倫敦出版，為英文譯本之首，該譯本不僅比曾留學德國的美籍學者Dr. Walter Lowery的譯本更早，其評論亦較佳。浦薛鳳教授評王的译文「简洁而更为正式，合于法律条款之体裁，而在选字措词，更为确切明白，不容曲解误会。」「句斟字酌，意义明确，气韵平衡，流利自然。易词言之，每句每段，不特毫无洋人执笔之牵强痕迹，而且具有能文老手之高雅风格。」1911年（宣統3年）9月归国，不久辛亥革命爆发，王任上海都督陳其美的顧問。在南京召开的各省都督府代表联合会会议中，王作为广東代表出席，被推举为会議的副議長。

### 北京政府时期
1912年（民国元年）1月南京臨時政府成立，他被任命为外交总長。3月，袁世凱任中华民国臨時大总統，组织第一次唐紹儀内閣，王转任司法总長。后来唐因同袁对立而辞任，王也随同辞職。此後，他任孫文創設的鉄路总公司顧問，并任復旦大学副校長，研究憲法。1915年（民国4年），袁世凯称帝，企图引诱他支持，被他拒絶。
袁世凱死後，他赴北京。1917年（民国6年），他就任法律編查会会長及修訂法律館館長，於後者任內主持刑法第二次修正案。1920年（民国9年）他任大理院院長、北京法官刑法委員会会長、法理委員会会長。1921年（民国10年）10月，他和施肇基、顧維鈞作为北京政府全权代表，出席了华盛顿会議。
归国後的同年12月，他任梁士詒内閣司法总長。翌年5月，他和胡適等人在《努力周报》上共同发表《我们的政治主張》一文，说明憲政的实行需要有好人组成政府（「好人政府」）。同年9月，他在直系吴佩孚的支持下署理国務院总理，组成王宠惠内閣，人称“好人內閣”。当时直系内部「津保派」的曹锟同「洛派」的吴佩孚对立激化，王宠惠遭到津保派责难。同年11月，財政总長羅文幹被总統黎元洪命令逮捕，王宠惠内閣上台不久就倒台了。

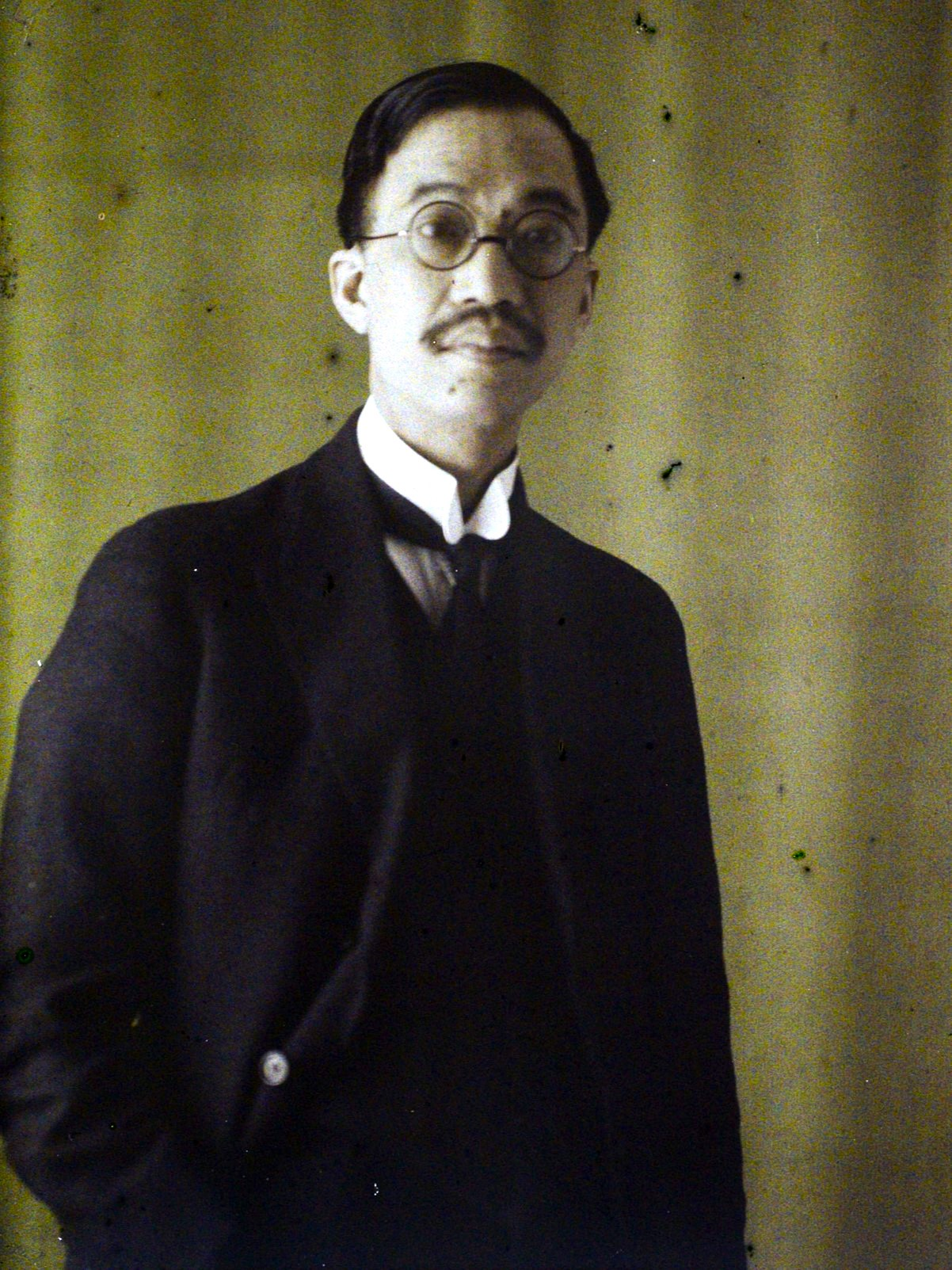
王宠惠肖像（摄于1923年）

此後，1923年（民国12年），他任海牙常设国际法院法官。1924年（民国13年），他任孫宝琦内閣司法总長。翌年，他任修訂法律館总裁。後来，中国国民党北伐机会高涨，他重回国民党方面，任中国国民党第二届中央監察委員（以後，他曾当选中国国民党第五届中央監察委員）。

### 国民政府时期
1928年，王寵惠任国民政府的首任司法院院長。翌年，他再度当选国際联盟的常设国际法院法官。他留在国内，11月兼任内外債整理委員会委員長。1931年他奉蒋中正之命，制定《中華民国訓政時期約法》。其後，国民党内蒋中正同胡漢民的对立激化，王寵惠为了回避，到海牙就任常设国际法院法官。1935年初，他受蔣介石指派以個人名義赴日本，期間與日外相廣田弘毅會晤。1936年，他辞去法官职务。1936年底，他回国，赞成西安事变和平解决。
1937年1月13日，中國國民黨中央常務會議補選馬相伯、王寵惠為國民政府委員:5338。3月8日，外交部長王寵惠到部視事，演說稱：「國家之領土與主權必須保其完整，國際關係必須以平等互惠為基礎的原則下」，對日「循和平路線，力謀友誼之增進」:5380。4月1日，中國國民黨中常會決議，准蔣續假兩月，由外交部長王寵惠代理行政院長:5394。4月5日，王寵惠在中國國民黨中央紀念周宣布外交方針稱：「在平等互惠的原則之下，我們誠意的希望與各國增進國際關係。」:53984月6日，行政院代院長王寵惠視事；秘書長翁文灝出國期間，魏道明暫代行政院秘書長:5399。5月15日，英國駐華大使許閣森訪外交部長王寵惠，告知英日會談情形:5426。中国抗日战争爆发前的在任期间，以横滨正金銀行兒玉謙次为团長的日本实业家访问中国，同中国实业家会談。兒玉訪华团归国後，兒玉謙次向日本外相佐藤尚武提出取消冀東政权并废止冀東特殊貿易；兒玉訪华团成员大日本製糖社長藤山愛一郎也向任大藏大臣的岳父結城豐太郎转达了信息。淞沪会战爆发后的1937年8月14日，王寵惠领导的外交部放弃了被揶揄为「不抵抗政策」的對日綏靖政策，转而发表抗日声明。1941年4月，王寵惠担任了抗日战争期间的国民政府外交舵手；此後，他改任国防最高委員会秘書長。1943年11月，王寵惠随蒋中正出席开罗会议。1945年，在旧金山召开的《联合国憲章》制定会議上，王寵惠作为中华民國代表出席。
1946年11月，王寵惠出席制憲國民大會，參與《中華民國憲法》的制定工作。
1947年3月13日，中國國民黨中央常務委員會決議組織外交研究委員會，推定委員23人，計有王寵惠、孫科等，旨在研究當前中國外交問題:8311。同年，王寵惠以廣東省第一高票，在家鄉東莞縣當選第一屆國民大會代表。
1948年3月，當選為中央研究院第一屆院士；同年6月，蔣中正提名王寵惠為司法院院長，石志泉為副院長，獲監察院投票同意:55。翌年，國府迁台，他经香港到台湾。

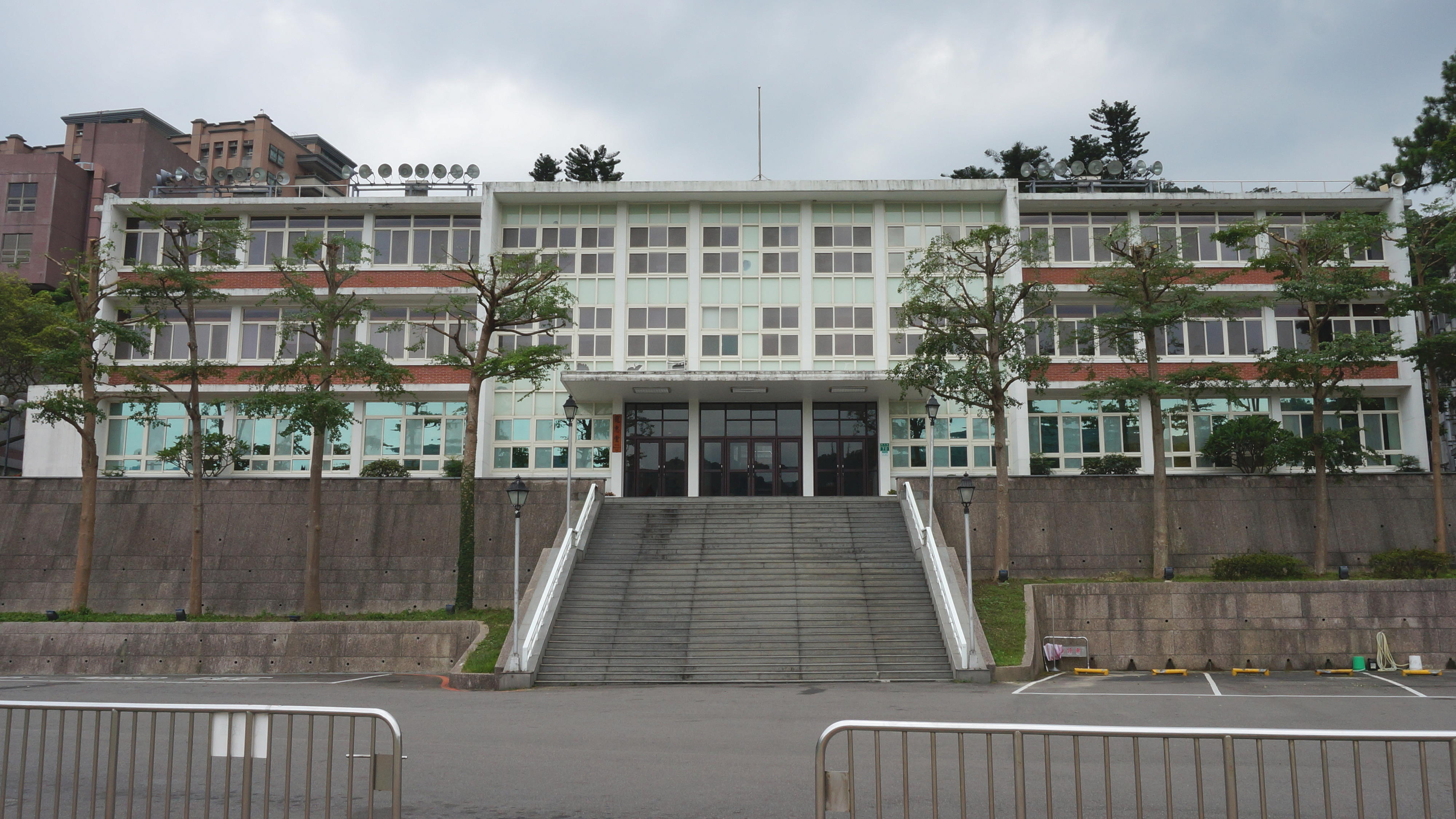
東吳大學外雙溪校區寵惠堂

1952年，王寵惠任東吳法學院董事長。1958年3月15日，王寵惠在台北病逝，享年76歲；死後安葬於東吳大學外雙溪校區後山墓園。東吳大學外雙溪校區行政大樓「寵惠堂」即是紀念王寵惠而得名。

## 著作
- 謝瀛洲編：《困学斋文存》，中華叢書委員会，1957年。
- 《憲法芻議》
- 《譯德國民法》

## 家庭
王寵惠1913年與元配妻子杨兆良結婚，於1917年育有一子王大閎，次年楊再度懷有一女嬰，但因難產去世於1919年5月。1920年冬，王寵惠經友人劉景山介紹結識天津籍的續弦妻子朱學勤，兩人于1922年11月26日订婚、1927年11月17日在上海聖約翰大學禮拜堂結婚，時年王47歲、朱學勤26歲。1981年8月，朱學勤辭世後安葬於先夫王寵惠墓側。

### 引用
1. ↑  Wang, Chung Hui (1907). The German Civil Code, Translated and Annotated, with an Historical Introduction and Appendices. London: Stevens and Sons, Ltd.
2. ↑  浦薛鳳:《忆王宠惠博士及其英译〈德国民法〉》,台湾《传记文学》第 38 卷第 3 期, 1981 年 3 月。
3. ↑  浦薛风:《忆王宠惠博士及其英译〈德国民法〉》,台湾《传记文学》第 38 卷第 3 期, 1981 年 3 月。
4. ↑  高拜石 正中書局版 <新編古春風樓瑣記>(十一) P252
5. 1 2 3 4 5 6 7  李新總主編，中國社會科學院近代史研究所中華民國史研究室，韓信夫、姜克夫主編 (编). . 北京: 中華書局. 2011. ISBN 9787101079982.
6. ↑  陳雷等編著. . 台北: 傳記文學出版社. 1978-06-01.
7. ↑  徐明松、倪安宇. . 遠景出版. 2012-05: 250. ISBN 978-957-39-0824-1 （中文（臺灣））.
8. ↑  蔡登山. . 獨立作家－秀威出版. 2023.
9. ↑  黃文江, 郭偉聯, 劉義章. . 建道神學院. 2013.

## 延伸阅读
- 刘宝东：开罗会议上王宠惠为国争权益[永久]，《世纪》2009年03期

[在维基数据编辑]
 《游美同學錄·王寵惠》，出自《游美同學錄》
 在维基共享资源阅览影像